# Circus Overture
Circus Overture is een muzikaal stuk dat William Schuman componeerde in 1944. De compositie is oorspronkelijk geschreven onder de titel Slide Show voor de opening van een revue op Broadway van producer Billy Rose. De productie ging uiteindelijk niet door. Schuman maakte er toen een compositie voor groot orkest van en gaf het zijn huidige titel. Het is een van zijn kortere werken (8 minuten). De première vond plaats op 17 december 1944 in Philadelphia. De bekende Fritz Reiner dirigeerde daarbij een plaatselijk toneelorkest.
Het is duidelijk te horen dat het om een feestelijke voorstelling gaat; de muziek klinkt echt als de opening van een fijne voorstelling. Dit mag toch zeker vreemd zijn, aangezien in Europa nog de Tweede Wereldoorlog aan de gang was.

## Bron
- uitgave van Naxos

Symfonieën: Symfonie nr. 1 · 2 · 3 · 4 · 5 · 6 · 7 · 8 · 9 · 10

Werken: Variations on "America" · A Song of Orpheus · Circus Overture · Night Journey · Orchestra Song